# 天鵝座V389
天鵝座V389，又名BD+29 4324，HD 201433、SAO 70968、HR 8094，是天鵝座的一颗恒星，视星等为5.59，位于銀經76.11，銀緯-11.77，其B1900.0坐标为赤經21h 4m 24.3s，赤緯+29° -11.77′ 5″。